# Jan Kasprowicz
Jan Kasprowicz (Inowrocław, 12 dicembre 1860 – Poronin, 1º agosto 1926) è stato un poeta polacco.

## Biografia

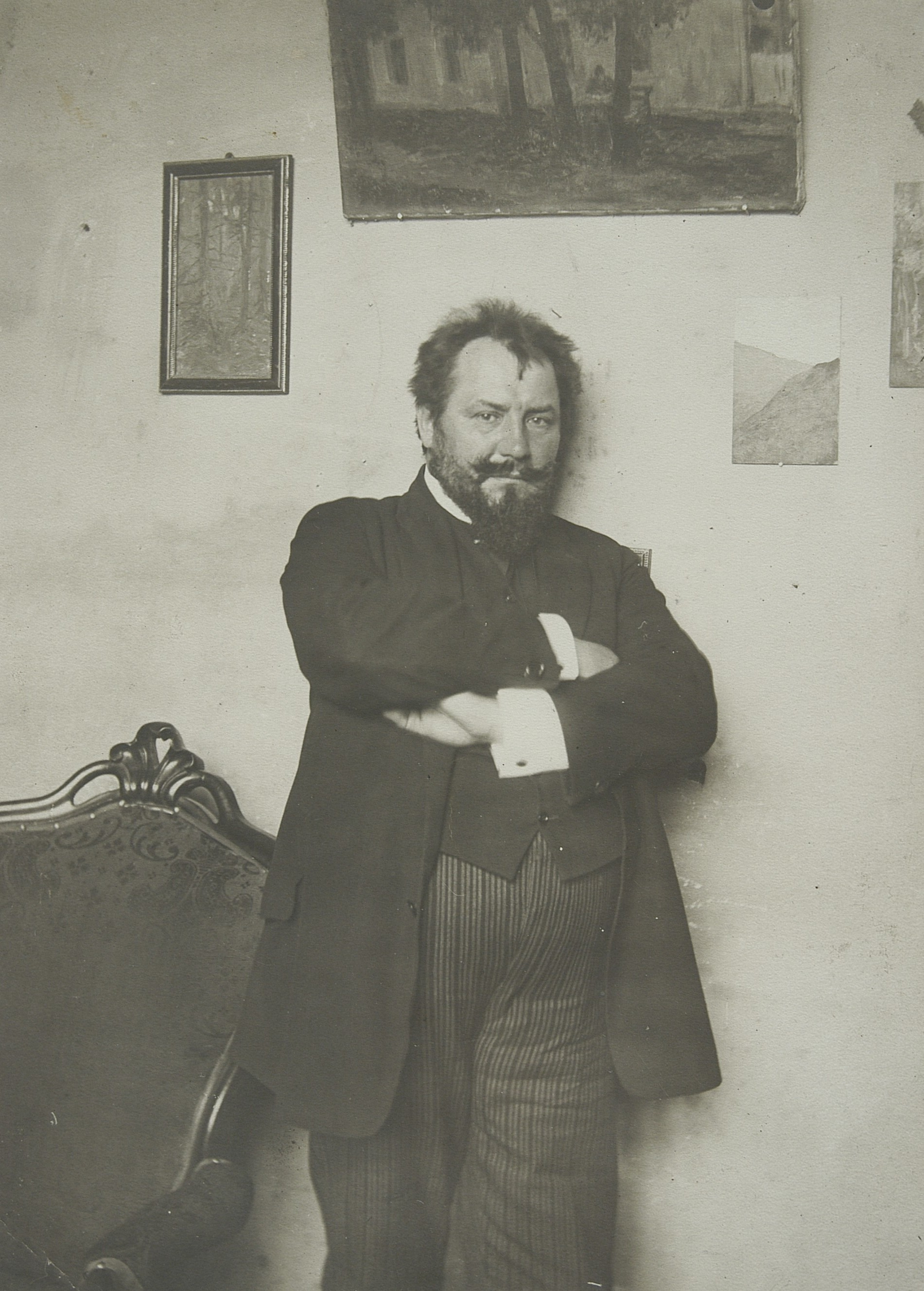
Jan Kasprowicz nel 1910

Nacque in una famiglia di contadini non abbienti e di grande fede religiosa. Dopo le scuole di grammatica a Racibórz e Poznań  studiò filologia e filosofia a Lipsia e Breslavia. Ebbe sin da bambino la passione per la musica.
La carriera di Kasprowicz si può suddividere in alcune fasi letterarie ben distinte. Nel 1887 pubblicò le sue prime poesie e lavorò come giornalista; ai suoi esordi lo scrittore prestò la sua attenzione al mondo contadino, come evidenziò il secondo dei suoi libri di versi intitolato Poesie (Poesien). In questi anni frequentò il movimento socialista e venne arrestato due volte dalla polizia prussiana.
In una seconda fase letteraria Kasprowicz si dedicò ad una lirica simbolista ed impressionista, più intimistica, spirituale e sentimentale, motivata anche dalla separazione dalla seconda moglie e dall'incontro con Przybyszewski (1868-1927), che lo definì, dopo la pubblicazione del poema metafisico Sul colle della morte (1898), il più importante poeta slavo vivente.
Ricevette il dottorato nel 1904 e nel 1908 ottenne la cattedra di storia letteraria comparata presso l'Università di Leopoli, dove divenne rettore dal 1921 al 1922.
Con la prosa Del cavallo eroico e della casa in rovina (Vom heldischen Pferd und vom einsturzenden Haus, 1906) Kasprowicz cambiò il suo stile, i suoi toni, i suoi temi, usando un'atmosfera sarcastica per descrivere il mondo ed aderendo all'espressionismo.
Tre anni dopo, grazie ad una ritrovata tranquillità familiare e professionale, Kasprowicz espresse una grande serenità spirituale nel suo importante dramma filosofico-fantastico intitolato Marchołt grasso e lascivo (Gemeiner und zuchtloser Markolf, Mysterium, 1920), nel quale il protagonista vince ogni ostacolo e con la sua morte si avvicina definitivamente a Dio, sancendo l'ultima e più grande vittoria.
Kasprowicz apparteneva alla cerchia dei poeti della Giovane Polonia e scrisse poesie formali e espressive. Tradusse le opere di Shakespeare, Byron, Goethe, Schiller, Eschilo, Euripide, in polacco.

## Opere principali
opere con titolo tedesco

### Poesie
- 1887: Aus der Bauernhütte.
- 1889: Poesien.
- 1890: Christus, sozial-religiöser Poem.
- 1891: Vom Dorfacker.
- 1894: Anima Lacrimans.
- 1895: Liebe.
- 1898: Wider Rosenstrauch.
- 1901: Der untergehenden Welt.
- 1902: Salve Regina.
- 1908: Ballade von der Sonnenblume.
- 1911: Augenblicke.
- 1916: Armenbuch.
- 1921: Hymnen.

### Prosa poetica
- 1906: Vom heldischen Pferd und vom einsturzenden Haus.

### Drammi
- 1891: Die Welt endet !.
- 1914: Sita.
- 1920: Gemeiner und zuchtloser Markolf, Mysterium.